# Słodyszek zielony
Słodyszek zielony (Meligethes viridescens) – gatunek chrząszcza z rodziny łyszczynkowatych i podrodziny Meligethinae. Zamieszkuje Europę, Afrykę Północną, Zakaukazie i Azję Środkową. Żeruje na kapustowatych.

## Taksonomia
Gatunek ten opisany został po raz pierwszy w 1787 roku przez Johana Christiana Fabriciusa pod nazwą Nitidula viridescens.

## Morfologia
Chrząszcz o owalnym w zarysie, stosunkowo wyraźnie wysklepionym ciele długości od 2 do 2,5 mm. Wierzch ciała ma zielony, zielononiebieski lub niebieski z silnym połyskiem metalicznym, a odnóża rdzawe. Głowa ma dość prostą przednią krawędź nadustka. Punktowanie na przedpleczu jest wyraźnie gęściejsze niż na pokrywach. Rozpłaszczone krawędzie boczne przedplecza są wąskie, a jego tylne kąty nie sterczą ku tyłowi. Przyszwowy rządek na pokrywach ma na całej długości przebieg równoległy do szwu. Na zapiersiu samca widnieje trójkątnawy wcisk, u samca nieszczególnie głęboki, a u samicy płytki. Odnóża mają uda trzykrotnie dłuższe niż szerokie, a stopy o pazurkach pozbawionych ząbka u podstawy. Przednia para goleni cechuje się zewnętrzną krawędzią uzbrojoną w drobne, ostre ząbki, z których żaden nie wyróżnia się kształtem; golenie te największą szerokość osiągają na wysokości piątego lub szóstego ząbka. Odnóża pary środkowej mają na brzusznej krawędzi uda ząbek w odsiebnej ⅓. Genitalia samca charakteryzują się płatem środkowym edeagusa z równoległymi bokami i tępo zaokrąglonym szczytem, a paramerami dłuższymi niż szerszymi i dość głęboko na szczycie wciętymi.

## Ekologia i występowanie
Owad rozmieszczony od nizin po góry. Zarówno larwy, jak i postacie doskonałe są fitofagami żerującymi na pyłku. Jest oligofagiem kapustowatych, stwierdzanym m.in. na rodzajach dwurząd, gorczyca i kapusta. Zimowiska opuszcza na wiosnę przy temperaturze około 15°C.
Gatunek palearktyczny. W Europie znany jest z Portugalii, Hiszpanii, Andory, Islandii, Irlandii, Wielkiej Brytanii, Francji, Belgii, Luksemburga, Holandii, Niemiec, Szwajcarii, Liechtensteinu, Austrii, Włoch, Danii, Szwecji, Norwegii, Finlandii, Estonii, Łotwy, Litwy, Polski, Czech, Słowacji, Węgier, Białorusi, Ukrainy, Mołdawii, Rumunii, Bułgarii, Słowenii, Chorwacji, Bośni i Hercegowiny, Czarnogóry, Serbii, Albanii, Macedonii Północnej, Grecji oraz europejskich części Rosji i Turcji. Poza tym podawany jest z Maroka, Zakaukazia i Turkmenistanu.